# Moll Flandersová (film, 1995)
Moll Flandersová (v anglickém originále Moll Flanders) je americký dramatický film z roku 1996. Režisérem filmu je Pen Densham. Hlavní role ve filmu ztvárnili Robin Wright, Morgan Freeman, Stockard Channing, John Lynch a Brenda Fricker.

## Obsazení
| Robin Wright      | Moll Flanders   |
| Morgan Freeman    | Hibble          |
| Stockard Channing | paní Allworthy  |
| John Lynch        | Jonathan        |
| Brenda Fricker    | paní Mazzawatti |
| Geraldine James   | Edna            |
| Aisling Corcoran  | Flora           |
| Jeremy Brett      | Jonathanův otec |